# Chapelle Saint-Antoine de Cali
Pour les articles homonymes, voir Chapelle Saint-Antoine.
La chapelle de Saint-Antoine de Cali est un édifice religieux baroque, construit sur la colonie homonyme à Santiago de Cali et fait partie des monuments historiques de Colombie.

## Histoire
Au cours du XVIIIe siècle la ville de Santiago de Cali était peuplée de moins de 5 000 habitants et s'étendait jusqu'à la colline Saint-Antoine.
Dans l'église mère de Saint-Pierre existait une chapelle dédiée à Antoine de Padoue. Devant la difficulté des fidèles à assister à la messe dans cette église éloignée, le père José de Alegria conclut à la nécessité de créer une autre paroisse sur la colline.
Avec 1000 patacons de l'Espagnol Juan de Orejuela légués à sa mort,  le projet commença sur des terrains donnés par Juan Francisco Garcés de Aguilar. En 1746 le chantier commença et se termina en 1747.
On sait par des références historiques qu'en 1786 la chapelle était ornée d'une statue de saint Antoine dans la niche centrale, qu'à sa droite existait un tableau de Notre-Dame de Belén, et à sa gauche, un autre de saint Joaquim et de sainte Anne. Cependant, cette même année, la chapelle fut reconstruite une première fois, avant qu'elle le soit de nouveau en 1803. Des restaurations furent effectuées en 1944 pour être prêtes pour son second centenaire.
Elle est classée monument national colombien depuis 1997 via le décret no 1148 du 25 avril 1997.

## Détails architecturaux
Les marches du presbytère et la balustrade sont courbes et de style baroque. Du portail en briquette nait un arc plein cintre flanqué de deux piliers. La nef de trois corps est construite entièrement en briquettes ; le clocher repose sur le second corps. Les cloches sont dans deux chambres à cloches formées également par des arcs plein cintre. Le tout est couronné par un chapiteau aigu aux côtés duquel on note deux emplacements qui supportaient des décorations en céramique aujourd'hui perdues.

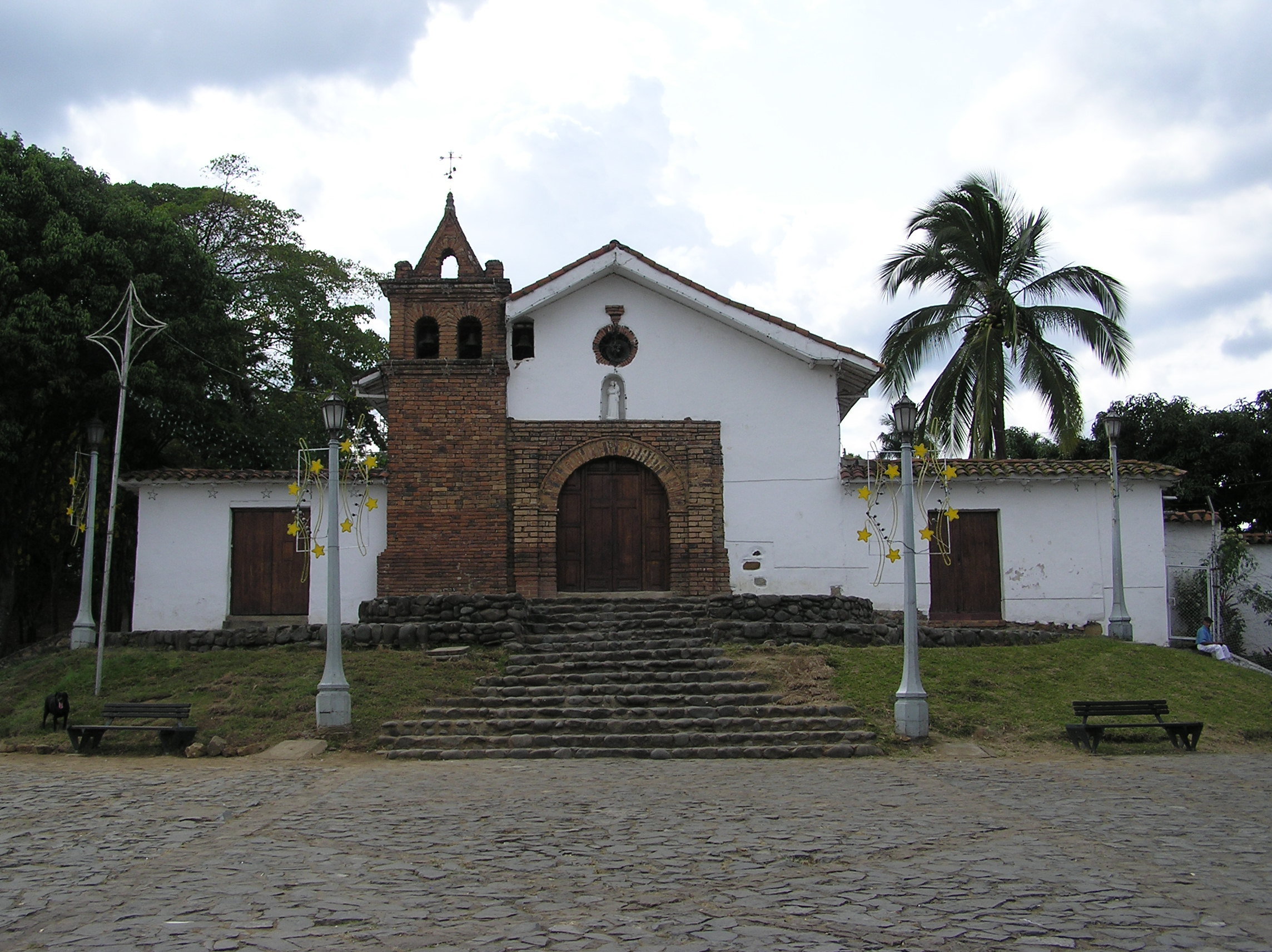
Façade principale, en janvier 2005.
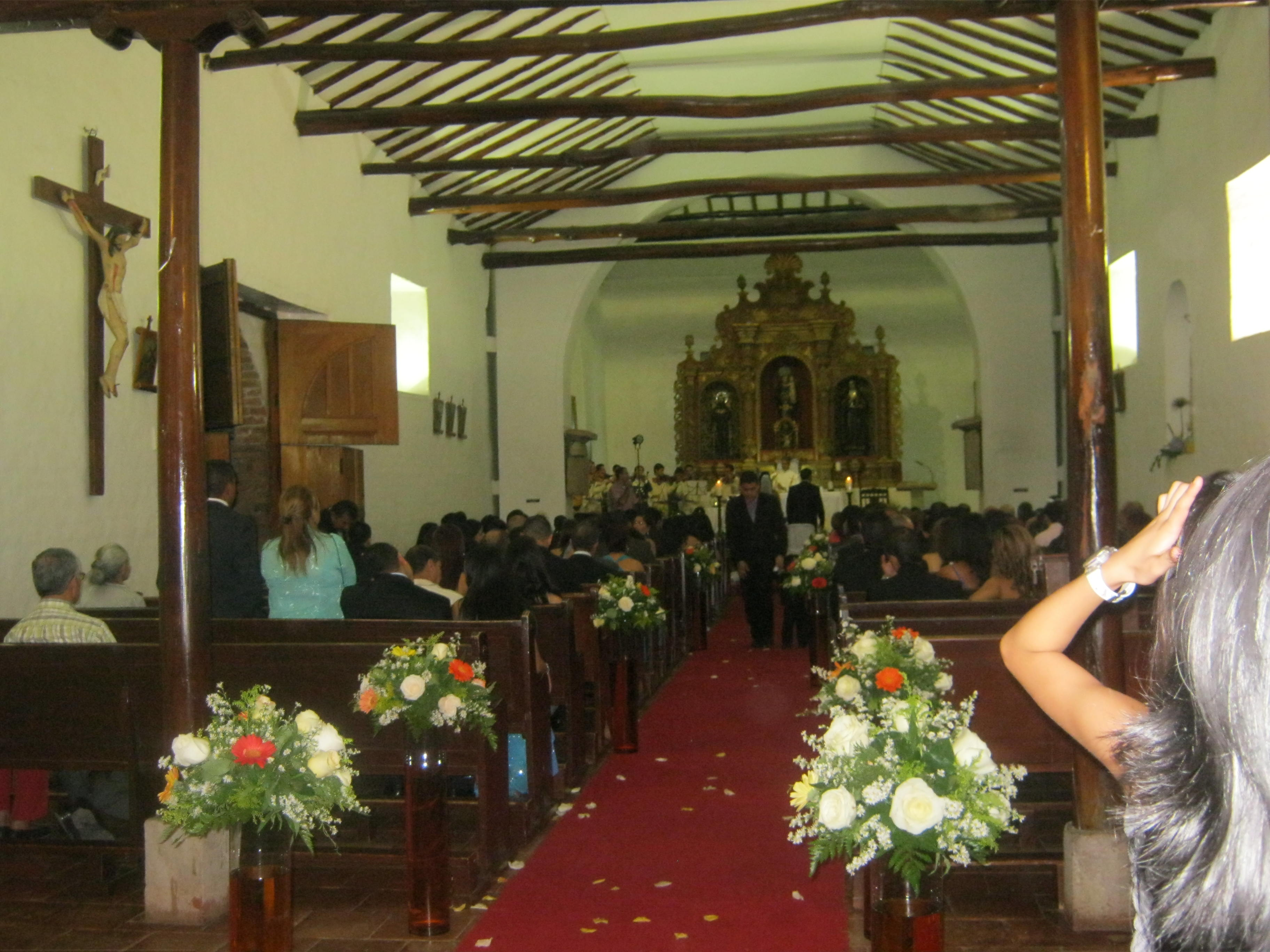
Intérieur, en mars 2012.
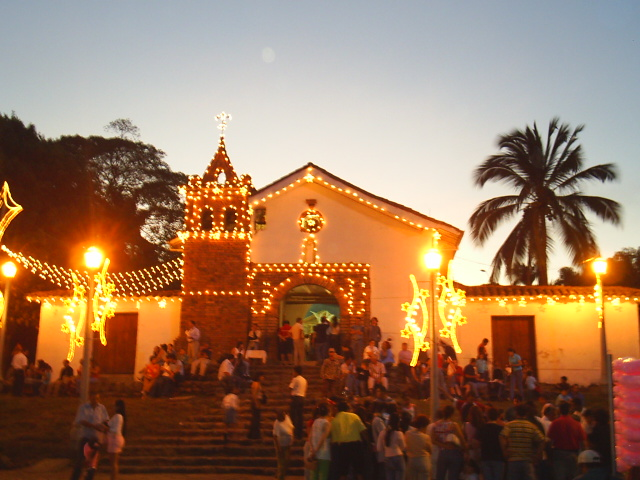
Festivités autour et dans la chapelle, en janvier 2005.